# Protesty v Turecku 2025
Protesty v Turecku v roce 2025 začaly 19. března poté, co byl zatčen istanbulský starosta a opoziční politik Ekrem İmamoğlu. Protesty probíhají v mnoha městěch. Jen v Istanbulu se shromáždily statisíce lidí. Úřady v Ankaře i Istanbulu protesty zakázaly.

## Pozadí protestů
Ekrem İmamoğlu měl v plánu kandidoval na prezidenta za opoziční Republikánskou lidovou stranu, za kterou byl zvolen starostou. 19. března 2025 byl ale zatčen a hrozí mu obvinění z kopurce a podporování teroristických organizací. Tato obvinění se týkají více opozičních starostů, kteří byli v roce 2025 zatčeni.
Starosta Istanbulu byl zbaven své funkce a byla na něj uvalena vazba. Byli zatčeni i jeho spolupracovníci, starostové dvou istanbulských čtvrtí a další lidé. Celkem se jedná o více než 100 osob, z nichž 48 je ve vazbě.

## Průběh
Spolu s protesty v ulicích se rozšířil i bojkot produktů spojených s vládnoucí stranou AKP.